# Die Jäger
Die Jäger è un film del 1982 diretto da Károly Makk.